# Organo giurisdizionale

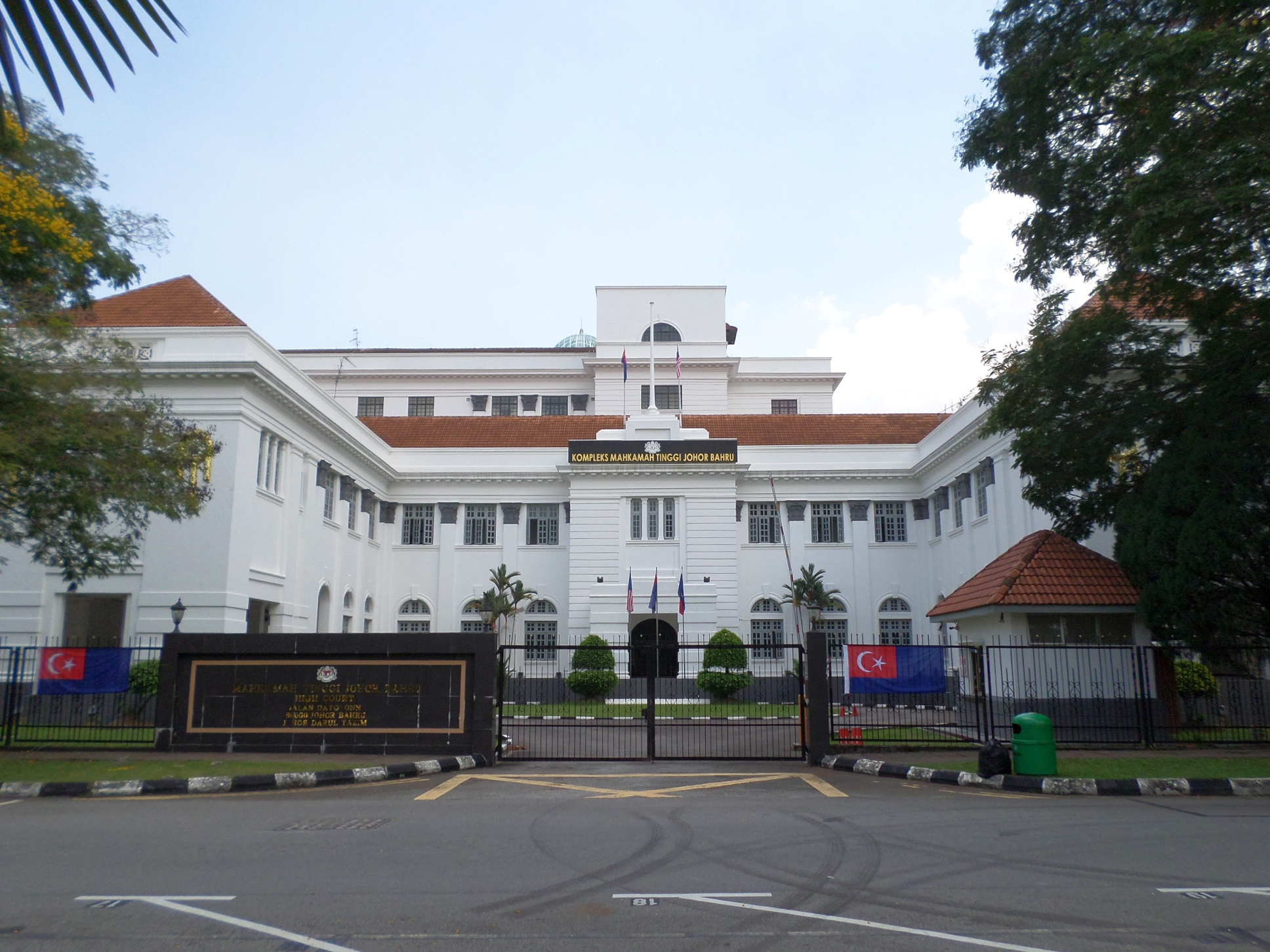
Organo giurisdizionale

Un organo giurisdizionale è un organo, monocratico o collegiale, che esercita la funzione giurisdizionale, una delle funzioni dello stato spettante, secondo il principio di separazione dei poteri, al potere giudiziario.

## Descrizione
La natura degli organi giurisdizionali varia a seconda della branca del diritto che sono chiamati ad applicare: penale, civile, amministrativo, costituzionale. Esistono anche organi giurisdizionali internazionali o sovranazionali, dotati di differenti gradi di autorità, chiamati quasi sempre a risolvere controversie relative all'interpretazione e all'applicazione dei trattati e del diritto internazionale.
Singole funzioni giurisdizionali possono essere, altresì, esercitate da organi di altri poteri, in taluni casi determinati. È il caso, ad esempio, della funzione inerente al giudizio sulla validità dei titoli di ammissione dei membri del Parlamento e sulle cause sopraggiunte di ineleggibilità e incompatibilità. In un moderno Stato di diritto le leggi garantiscono il principio della separazione fra responsabilità politica e responsabilità amministrativa, vale a dire che i vertici nominati dal Governo e dai Ministeri possano operare con imparzialità, autonomia e indipendenza. Per la magistratura questi princìpi sono direttamente sanciti in Costituzione: accesso per concorso, inamovibilità, autonomia e indipendenza dagli altri poteri dello Stato.